# ホンダ・FCX
FCX（エフシーエックス）は、本田技研工業がかつて生産、リース販売していた燃料電池自動車である。
固体高分子形燃料電池とウルトラキャパシタを電源とするハイブリッド車で、2002年よりアメリカ合衆国、日本で約20台がリース販売された。

## FCX
2002年10月、FCXプロトタイプが発表され、同年12月に日米両国でリース販売が開始された。米国環境保護庁とカリフォルニア州大気資源局燃料電池車販売認定を受けた燃料電池車としては世界初となる。
燃料電池スタックの最高出力は78kW、燃料タンクはリア床下に68Lと88Lの合計156.6L、最大充填水素量は350気圧で、水素重量は約3.75kgである。ウルトラキャパシタは後部座席後ろに沿わせるように配置され、静電容量は8.0F、エネルギー密度は3.9Wh/kg（2.7V～1.35V/セル放電時）、出力密度は1.5kW/kg以上である。モーターはトルクが238N･mから272N･mへと約15%向上し、最高回転数が11,000rpm、最高効率は97%、平均効率は93%以上（LA-4モード走行時）である。最高速度は150km/h。計器盤は新開発の3眼メーターとなった。エアコンの暖房には温水加熱システムを採用している。フロントおよびリアバンパーのデザインはFCX実験車最終型から変更された。リアサスペンションはアコードタイプの5リンクダブルウィッシュボーンで、リアサブフレーム一体マウントとなっている。CDプレーヤー、ヒートドアミラー、パワードアロック、パワーウィンドウ、クルーズコントロール、トラクションコントロールなど一通りの快適装備を備える。
2002年の年末にアメリカ・カリフォルニア州のロサンゼルス市庁と日本の中央官庁に納入。2005年にはカリフォルニア州で個人向けリース販売が開始された。

## 「Honda FC STACK」搭載 FCX
2003年10月、「Honda FC STACK」搭載 FCXが発表された。燃料電池スタックには、新開発のステンレス鋼板を使用したシール一体型のプレスセパレーターが採用された。従来のカーボンセパレーターを使用したHonda FC スタックより部品点数の半減と軽量コンパクト化、2倍以上の出力密度向上、接触抵抗の半減や、熱伝導率も5倍と大きく向上した。電解質膜も従来のフッ素系ではなく新開発の炭化水素系アロマティック電解質膜となり、これらにより-20度での発電が可能となり、耐久性が向上、暖気に要する時間も従来型の1/5となった。FCXはこの燃料電池スタックを加湿ユニットをはさんで2分割で搭載する。モーターは80kWにパワーアップ、ウルトラキャパシタは10%以上、出力密度とエネルギー密度が向上。駆動エネルギー効率は55%となった。
2004年11月にニューヨーク州とリース契約をし、12月に納入された。日本でも12月に北海道庁と契約し、2005年1月に納車された。新たにFCX用のモーター制御TCSを開発し、雪道にも適応した。HDDナビゲーションシステムも搭載。
2006年、水素充填ソフトウェアのアップグレードにより航続距離が向上した。

## プロトタイプ

### FCX-V0
初代オデッセイをベースとし、2列目シート以降に燃料電池装置などを搭載した実験車が、和光研究所（現 本田技術研究所基礎技術研究センター）にて開発されたとされる。

### FCX（1999年）

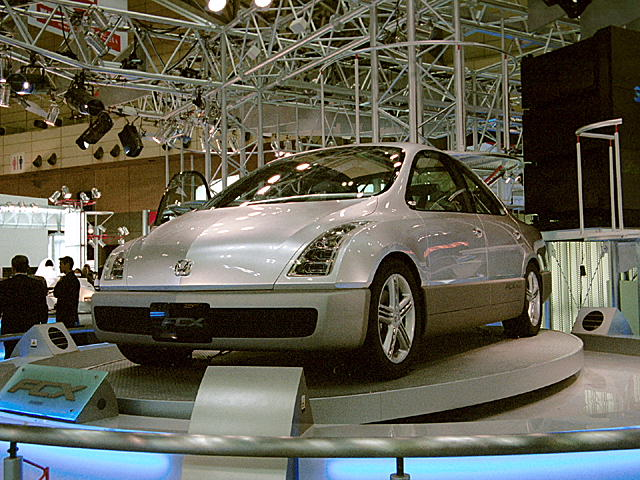
FCX Prototype[http://world.honda.com/Tokyo1999/auto/fcx/fcx_2.html

1999年10月から東京モーターショーで展示された4ドアノッチバックセダン型コンセプトカー。開発コンセプトはTWIN SOLIDで上部ビッグフォワードキャビン、下部燃料電池ユニットという分割されたデザインを取る。
全長 x 全幅 x 全高は、4,525mm x 1,800mm x 1,500mm。

### FCX実験車
1999年より1年ごとに燃料電池実験車を公表した。EV Plusをベースとし、燃料電池システムを積み込んでいる。外観はほぼEV Plusに準じる。

#### FCX-V1、FCX-V2
1999年9月に公開された。FCX-V1は純水素燃料で水素吸蔵合金LaNi5タンクを使用し、バラード社の燃料電池スタックを搭載しており、FCX-V2はメタノール燃料のオートサーマル改質型でホンダ製の燃料電池スタックを搭載する。パワーアシストはバッテリー型が採用されている。

#### FCX-V3
2000年9月に発表された。FCX-V3は高圧水素を燃料とし、パワーアシストとしてウルトラキャパシタ（電気二重層コンデンサ）を採用している。バッテリーでは設計以上の大電流を充放電すると性能が劣化するほか、電力伝達機構としてDC-DCコンバータなどの装置が必要となるため、最大電流を制限する必要が生じ、加速時にモーターへの電力供給が十分に行えないことがある。ウルトラキャパシタにより素早く大きなエネルギー供給し、DC-DCコンバータなどの装置を不要とすることが可能となった。このため、キビキビとした加速が行える。
モーター最大出力は60kWに向上、モーター最大駆動トルクは238N·m、システムの小型化により4人乗りを実現している。車両重量1,750kg。 燃料電池はバラード社製スタックを使用、航続距離は180kmで、最高速は130km/h。
CaFCP（カリフォルニアフューエルセルパートナーシップ）に参加し、11月からカリフォルニアの一般道での走行テストを開始した。
2001年2月、燃料電池スタックをバラード製からホンダ製に変更したFCX-V3 with Honda FC Stackの公道テストを開始した。2000年11月から8月末までのFCX-V3の走行距離は約1万kmに達した。

#### FCX-V4
2001年9月に発表された。燃料電池システムが新設計となりコンパクト化されている。燃料電池スタックはバラード製。パワーアシストはウルトラキャパシタ。車体前後にクラッシャブルゾーンを作り衝突安全性を向上させ、燃料タンクを床下に収納、荷室スペースも確保している。新設計の燃料タンクは350気圧水素タンクとなり、航続距離が300kmと大幅に伸びた。最高速は130km/hから140km/hとなった。ラジエータの大型化や、計器盤のデジタルメーターの一新も行われている。全長4,205mm、車両重量1,740kg。 2002年3月発表の国土交通省大臣認定取得車両では、航続距離を315kmとしている。
| バージョン            | 年   | 燃料電池 製造メーカー | 燃料電池 最高出力 | モーター 最高出力 | 燃料タンク        | 航続距離 (LA-4モード) |
| --------------------- | ---- | --------------------- | ----------------- | ----------------- | ----------------- | --------------------- |
| FCX-V0                | 1998 |                       |                   |                   |                   |                       |
| FCX-V1                | 1999 | バラード              | 60kW              | 49kW              | 水素吸蔵合金LaNi5 |                       |
| FCX-V2                | 1999 | ホンダ                | 60kW              | 49kW              | メタノール        |                       |
| FCX-V3                | 2000 | バラード              | 62kW              | 60kW              | 100L/250気圧      | 180km                 |
| FCX-V3 Honda FC Stack | 2001 | ホンダ                | 70kW              | 60kW              | 100L/250気圧      |                       |
| FCX-V4                | 2001 | バラード              | 78kW              | 60kW              | 130L/350気圧      | 300km                 |
| FCX                   | 2002 | バラード              | 78kW              | 60kW              | 156.6L/350気圧    | 355km                 |
| FCX Honda FC Stack    | 2004 | ホンダ                | 86kW              | 80kW              | 156.6L/350気圧    | 430km                 |

## 主なリース販売先

### アメリカ合衆国
- ロサンゼルス市 5台
- サンフランシスコ市 2台
- チュラビスタ市 1台
- 南海岸大気保全管理区（en:SCAQMD、カリフォルニア州） 2台
- ニューヨーク州 2台 (Honda FC STACK)
- ラスベガス市 2台 (Honda FC STACK)
- スパリーノ家（カリフォルニア州） 1台 (Honda FC STACK)[15]
- クオリアンカ・キルヒャー（カリフォルニア州） 1台 (Honda FC STACK)[16]

### 日本
- 内閣府 1台
- 環境庁 1台
- 経済産業省 1台
- 岩谷産業 1台
- 出光興産 1台
- 北海道庁 1台（Honda FC STACK）

## 歴史

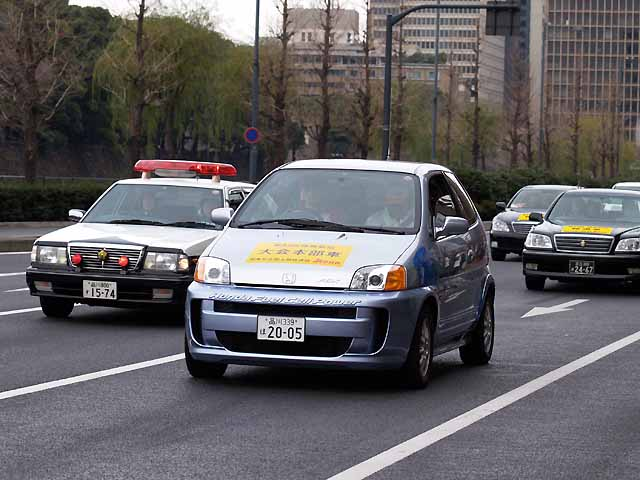
2007年箱根駅伝大会本部車 兼
冬季公道走行試験車

- 2002年7月
燃料電池自動車として初めて米国環境保護庁(EPA)およびカリフォルニア州大気資源局の認定を受ける。
- 2002年12月2日
内閣府にリースのかたちで納車。
また、同日にロサンゼルス市庁にも納車。
経済産業省主導の水素・燃料電池実証プロジェクト(JHFC)に参加。
- 2003年7月15日
燃料電池車として世界で初めて民間企業に納車される。
- 2003年10月10日
-20℃でも起動可能なホンダ製燃料電池スタック「Honda FC STACK」を開発、FCXに搭載し公道実験開始。

- 2004年1月2日～1月3日
「Honda FC STACK」搭載車の冬季公道走行試験の為、第80回箱根駅伝の先導車として使用され、低温始動性と気象条件・勾配といった悪条件における走行性を確認。以降2008年の第84回大会まで大会本部車両を務める。
- 2004年4月
FCXが、屋久島ゼロエミッションプロジェクトに参加。
世界遺産である屋久島を舞台にした自然の保守とエネルギー創世の両立を目的としたプロジェクトに、FCXが参加。豊かな水資源を利用した水力発電による、完全循環型の水素ステーションとともに、循環型水素社会の実現へ向けて実証試験を進めている。
- 2004年9月15日
おおさかFCV推進会議の主催で東京～大阪間の長距離走行を実施。（復路は9月21日）
- 2005年1月27日
「Honda FC STACK」搭載FCXを北海道庁へ納車
- 2005年6月17日
国土交通省の型式認証を取得、型式をZC1/ZC2とする。
- 2005年6月30日
アメリカンホンダモーターがFCXをカリフォルニア州在住の個人にリース販売。